# Poienarii Burchii
Poienarii Burchii – wieś w Rumunii, w okręgu Prahova, w gminie Poienarii Burchii. W 2011 roku liczyła 1269 mieszkańców.